# ديك هان
ديك هان (بالإنجليزية: Dick Hahn)‏ هو لاعب كرة قاعدة أمريكي، ولد في 24 يوليو 1916 في كانتون في الولايات المتحدة، وتوفي في 5 نوفمبر 1992 في أورلاندو في الولايات المتحدة.